# کمربند قهرمانی زنان ایالات متحده دبلیودبلیوئی
کمربند قهرمانی زنان ایالات متحده دبلیودبلیوئی (به انگلیسی: WWE Women's United States Championship) عنوان قهرمانی کشتی حرفه‌ای است که توسط کمپانی آمریکایی دبلیودبلیوئی ایجاد و از آن در برند اسمک‌داون دفاع می‌شود. این عنوان به همراه کمربند قهرمانی زنان بین‌قاره‌ای در راو، دو عنوان قهرمانی رده دوم زنان در این کمپانی هستند. این عنوان در شوی اسمک‌داون به تاریخ ۸ نوامبر ۲۰۲۴ رونمایی شد. قهرمان فعلی این کمربند، زلینا وگا است که با شکست دادن چلسی گرین در شوی اسمک‌داون به تاریخ ۲۵ آوریل ۲۰۲۵، قهرمان این عنوان شد.

## تاریخچه
از زمان تأسیس کمپانی دبلیودبلیوئی در آوریل ۱۹۶۳، این شرکت هرگز یک عنوان قهرمانی رده دوم برای کشتی‌گیران زن نداشت تا اینکه در آوریل ۲۰۲۴، از کمربند قهرمانی زنان آمریکای شمالی ان‌اکس‌تی برای کشتی‌گیران جوان رونمایی شد. به نوبه خود، در اواخر همان سال در شوی اسمک‌داون به تاریخ ۸ نوامبر ۲۰۲۴، نیک آلدیس به‌عنوان مدیر برند از این کمربند رونمایی کرد تا در کنار عنوان قهرمانی ایالات متحده مردان، این برند دارای دو کمربند رده دوم باشد. چند هفته بعد و در شوی راو نیز از کمربند قهرمانی بین‌قاره‌ای زنان برای کشتی‌گیران زن برند راو نیز رونمایی شد.
پیش از شوی اسمک‌داون به تاریخ ۱۵ نوامبر ۲۰۲۴، آلدیس اعلام کرد که تورنومنتی برای تعیین نخستین قهرمان این کمربند برگزار خواهد شد. مدیر ارشد محتوای دبلیودبلیوئی، تریپل‌اچ، کشتی‌گیران حاضر در این تورنومنت را اعلام کرد که شامل ۱۲ نفر بود. در دور اول، ۴ مسابقه سه‌نفره برگزار می‌شد که برنده این ۴ مسابقه در نیمه‌نهایی به مصاف هم می‌رفتند و برندگان در رویداد ستردی نایتز مین‌ایونت به مصاف هم می‌رفتند. در فینال تورنومنت در ۱۴ دسامبر، گرین، میچن را شکست داد و نخستین قهرمان این کمربند شد.

## طرح کمربند
طراحی کمربند مشابه نسخه مردانه است، اما مانند تمامی کمربندهای زنان در دبلیودبلیوئی، کوچکتر و دارای بند سفید است و دارای متن آبی کوچکی است که روی آن عبارت «زنان» در بالای عبارت «ایالات متحده» قرار گرفته است.